# Minotauro Fights VI
Minotauro Fights VI foi a sexta edição do evento de lutas Minotauro Fights. O evento aconteceu no dia 21 de outubro de 2011 no Ginásio Constâncio Vieira, em Aracaju. O evento teve transmissão ao vivo do canal Premiére Combate.
Diferentemente dos outros eventos, esta edição contou somente com lutas de MMA.
A princípio, o evento seria realizado em Lisboa, Portugal. Porém, a Federação Sergipana de Boxe, conseguiu trazer o evento para Sergipe, colocando o estado na rota oficial do MMA nacional.
Entre os lutadores, destaque para o sergipano Jackson “Naco” Gonçalves, campeão mundial de Jiu-Jitsu, e do lutador japonês Shyudi Yamauchi, que faz parte da equipe do campeão mundial do UFC, Anderson Silva.